# 인도로 가는 길
《인도로 가는 길》은 잉글랜드의 작가 E. M. 포스터의 소설로서 1924년 발간되었다.
이 이야기는 4명의 인물이 등장한다: 아지스 박사, 아지스 박사의 영국인 친구 Cyril Fielding씨, 미시즈 무어, 미스 아델라 퀘스티드. 아지스를 통해 마라바 동굴로 안내를 받아 여행을 떠나는 중에 아델라는 동굴에서 뿜어나오는 신비한 메아리로 말미암아 패닉에 빠진다. 이로 인해 아지스가 그녀를 능욕하려고 한다고 생각했다.